# Trans Europa Express (Lied)
Trans Europa Express ist ein Lied der deutschen Band Kraftwerk, das im März 1977 erschien.

## Entstehung und Veröffentlichung
Das Lied wurde von den beiden Kraftwerk-Mitgliedern Ralf Hütter und Florian Schneider-Esleben getextet, komponiert und produziert. Beim Schreibprozess bekam das Duo Unterstützung durch deutschen audiovisuellen Künstler Emil Schult.
Die Erstveröffentlichung von Trans Europa Express erfolgte im März 1977 beim Kling-Klang-Studio, als Teil des sechsten, gleichnamigen Studioalbums von Kraftwerk (Katalognummer: 064-82 306). Am 22. April desselben Jahres erschien das Lied als erste Singleauskopplung aus dem Album. Diese erschien als 7″-Single mit der B-Seite Franz Schubert (Katalognummer: 006-85 077). Am gleichen Tag erschien auch eine Single mit der englischsprachigen Version Trans-Europe Express. Diese erschien bei Capitol Records, ebenfalls mit der B-Seite Franz Schubert (Katalognummer: CL 15917). Diese Version erschien im Folgemonat auf dem englischsprachigen Albumpendant Trans-Europe Express (Katalognummer: Cpitol SW-11 603).

## Inhalt und Stil
AllMusic beschreibt die musikalischen Elemente der Suite als ein eindringliches Thema mit dem „stummen Gesang des Titelsatzes“, der „langsam über diese rhythmische Basis gelegt wird, ähnlich wie das frühere Autobahn‘ aufgebaut war“. Der Liedtext bezieht sich auf das Album Station to Station und die Begegnung mit den Musikern David Bowie und Iggy Pop. Hütter und Schneider-Esleben hatten Bowie zuvor in Deutschland getroffen und seien geschmeichelt von der Aufmerksamkeit gewesen, die sie von ihm erhielten. Hütter interessierte sich für Bowies Arbeit, da er mit Iggy Pop, dem ehemaligen Leadsänger der Stooges, einer von Hütters Lieblingsgruppen, zusammengearbeitet hatte.

## Rezeption

### Bestenlisten
Im Jahr 2019 zählte der NME „Trans-Europe Express“ zu den „20 besten Disco-Songs aller Zeiten“.
Im Jahr 2020 wurde es von Billboard und The Guardian als der „Beste Titel von Kraftwerk“ bezeichnet.
In den Jahren 2021 und 2022 wurde das Lied in den Listen des Rolling Stone „Top 500 Greatest Songs of All Time“ und „200 Greatest Dance Songs of All Time“ auf Platz 304 und zwölf geführt.

### Nachwirkungen
Das Stück wurde in New Yorker Tanzclubs populär und hat seitdem weiteren Einfluss gefunden, sowohl im Hip-Hop durch seine Interpolation von Afrika Bambaata (über Arthur Baker) auf Planet Rock, das von vielen verschiedenen Künstlern wie Paul Oakenfold für den Soundtrack von Swordfish gesampelt und geremixt wurde, als auch von modernen experimentellen Bands wie den Electroclash-Bands der frühen 2000er-Jahre.

## Chartplatzierungen
Trans Europa Express avancierte, in seinen verschiedenen Sprachversionen, zum Charthit in Schweden (Rang 15), Belgien-Wallonien (Rang 26) und den Vereinigten Staaten (Rang 67).
| ChartsChartplatzierungen       | Höchstplatzierung | Wochen |
| ------------------------------ | ----------------- | ------ |
| Vereinigte Staaten (Billboard) | 67 (7 Wo.)        | 7      |